# 菅原村 (大阪府)
菅原村（すがわらむら）は、大阪府北河内郡にあった村。現在の枚方市の東部、学研都市線藤阪駅・長尾駅の周辺にあたる。

## 地理
- 河川：船橋川、穂谷川

## 歴史
- 1889年（明治22年）4月1日 - 町村制の施行により、交野郡長尾村・藤坂村の区域をもって発足。
- 1896年（明治29年）4月1日 - 所属郡が北河内郡に変更。
- 1940年（昭和15年）11月15日 - 津田村・氷室村と合併して津田町が発足。同日菅原村廃止。

## 交通

### 鉄道路線
- 鉄道省
  - 片町線
    - 長尾駅

現在は旧村域に藤阪駅が所在するが、当時は未開業。

### 道路
現在は旧村域を第二京阪道路が通過するが、当時は未開通。